# Paramastacides
Paramastacides is een geslacht van rechtvleugeligen uit de familie Mastacideidae. De wetenschappelijke naam van dit geslacht is voor het eerst geldig gepubliceerd in 1974 door Descamps.

## Soorten
Het geslacht Paramastacides omvat de volgende soorten:
- Paramastacides gracilipes Bolívar, 1930
- Paramastacides ramachendrai Bolívar, 1930
- Paramastacides stuartensis Bolívar, 1930